# Ilyrgis echephurealis
Ilyrgis echephurealis är en fjärilsart som beskrevs av Walker 1859. Ilyrgis echephurealis ingår i släktet Ilyrgis och familjen nattflyn. Inga underarter finns listade i Catalogue of Life.